# 沈復
沈復（1763年12月26日—？），字三白，号梅逸，江苏长洲（今苏州市）人，清朝文學家。

## 生平

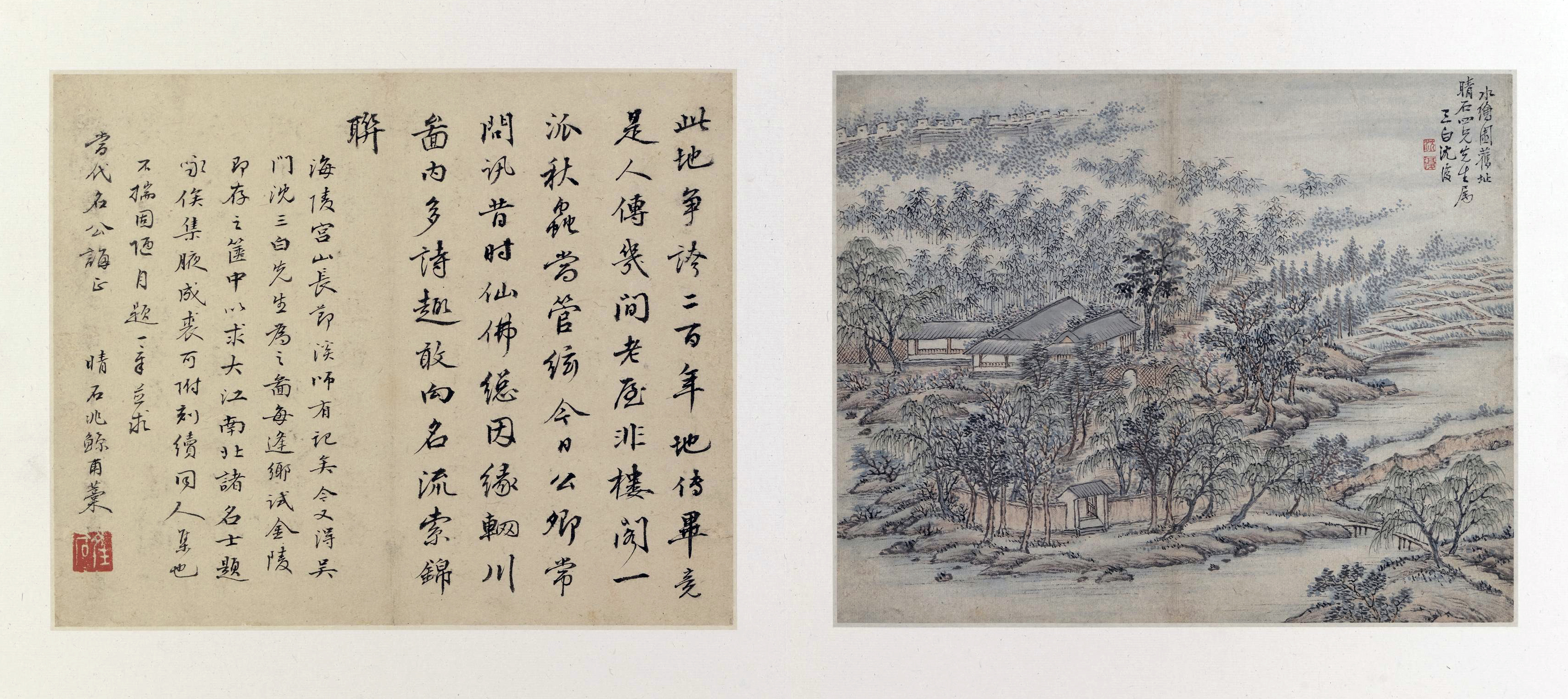
沈复绘水绘园图册

沈复出生於師爺世家。乾隆四十二年（1777年）随父亲到浙江山陰求学，拜趙傳為師。乾隆四十五年（1780年）一月，與表姐陳芸結婚。
乾隆四十九年（1784年）乾隆帝巡江南，沈復随父亲在吳江恭迎圣驾。是年夏秋之交，沈復隨父親游幕海寧。乾隆五十二年（1787年）沈復應募於績溪，乘江山船由杭州溯錢塘江而上。次年，沈復從績溪返回蘇州，從事賣酒行業。
乾隆五十四年（1789年）因林爽文事件，販酒虧本，仍游幕於江北。又遇朋友借錢，携资逃跑，後來父以“结盟娼妓”为由，将沈復逐出家門。
嘉慶六年（1801年）因家境貧困，女兒沈青君到王氏家為童養媳，兒子沈逢森入市場學貿易。後去揚州，為貢局司事。次年，沈復被司事裁員。
嘉慶八年（1803年）婢女阿雙席捲逃跑，導致其妻陳芸病情加重。同年，三月三十日，病死於揚州。後在揚州賣畫度日。
嘉慶十一年（1806年）四月，兒子逢森病死，卒年十八歲。同年，石韞玉贈一位小妾給沈復。嘉慶十二年（1807年）二月，居於萊陽。同年秋，隨石韞玉入京。嘉庆十三年（1808年）朝廷册封尚灝為琉球国王，派遣太史齐鲲为正使、侍御费锡章为副使，沈复也一同前往。其著作浮生六記中的其中兩記已經遺失了。

## 軼事
沈復小時候常不穿褲子，有次下體不小心被蚯蚓體液噴到，生殖器腫到不能排尿，於是婢女便抓來了鴨子，想用鴨子口水來為其解毒，結果一個沒抓好，鴨子差點就要一口把生殖器吞掉，嚇得沈復嚎啕大哭，不久此事在村裡流傳開來。沈復頓時成為街頭巷尾的笑柄。